# قوانين الرقابة الحربية الروسية لعام 2022
القوانين الروسية لعام 2022 والتي تفرض رقابة حربية وتحظر التصريحات المناهضة للحرب والدعوات إلى فرض عقوبات، هي مجموعة قوانين فيدرالية أصدرتها السلطات الروسية خلال الغزو الروسي لأوكرانيا. تمنع هذه القوانين نشر «المعلومات غير الموثوقة» المتعلقة بالقوات المسلحة الروسية، وغيرها من الهيئات الحكومية الروسية وعملياتها، وتفرض عقوبات جنائية على مثل هذا النشر (قانون رقم 32-FZ، قانون رقم 63-FZ)، وتحظر «تشويه سمعة» القوات المسلحة الروسية، والهيئات الحكومية الروسية الأخرى والدعوات لفرض العقوبات على روسيا، وتفرض عقوبات إدارية (قانون رقم 31-FZ، قانون رقم 62-FZ) وجنائية (قانون رقم 32-FZ، قانون رقم 63-FZ) عقابًا على مثل هذه الأفعال. هذه القوانين هي امتداد للقوانين الروسية الخاصة بالأخبار الزائفة. أدى اعتماد هذه القوانين إلى نزوح جماعي لوسائل الإعلام الأجنبية من روسيا وإنهاء نشاط وسائل الإعلام الروسية المستقلة.
أُضيف القانون الاتحادي الصادر في 4 مارس عام 2022، رقم 31-FZ (اعتمده مجلس الدوما، ووافق عليه مجلس الاتحاد، ووقعه الرئيس الروسي في 4 مارس، 2022) إلى قانون الاتحاد الروسي للمخالفات الإدارية والذي يتألف من المادتين 20.3.3 و20.3.4. تنص المادة 20.3.3 على فرض غرامات إدارية ضخمة على الأشخاص العاديين والاعتباريين بسبب «تشويه سمعة» القوات المسلحة الروسية وعملياتها، بما في ذلك المطالبات بمنع استخدام القوات المسلحة الروسية لمصالح الاتحاد الروسي. تنص المادة 20.3.4 على فرض غرامات إدارية ضخمة على الأشخاص العاديين والاعتباريين بسبب مطالبتهم بفرض عقوبات ضد روسيا، أو المواطنين الروس أو الكيانات القانونية الروسية.

## خلفية عامة
أُضيف القانون الاتحادي الصادر في 4 مارس، 2022، رقم 32-FZ (اعتمده مجلس الدوما، ووافق عليه المجلس الاتحادي، ووقعه الرئيس الروسي في 4 مارس، 2022) إلى القانون الجنائي للاتحاد الروسي والذي يتألف من المواد 207.3 و280.3 و284.2. تنص المادة 207.3 على فرض عقوبة السجن حتى 15 عامًا على نشر معلومات غير موثوقة عن القوات المسلحة الروسية وعملياتها. تنص المادة 280.3 على فرض عقوبة السجن حتى 5 سنوات، بسبب تشويه سمعة القوات الروسية وعملياتها، بما في ذلك المطالبات بمنع استخدام القوات المسلحة الروسية لمصالح الاتحاد الروسي. تنص المادة 284.2 على فرض عقوبة السجن حتى 3 سنوات على المطالبة بفرض عقوبات ضد روسيا أو المواطنين الروس أو الكيانات القانونية الروسية.
تستخدم القوانين رقم 31-FZ و32-FZ ما يسمى مخطط دادين: يعاقب على الدعوة لأول مرة ضد استخدام القوات المسلحة الروسية أو الدعوة لفرض العقوبات على روسيا بموجب قانون الاتحاد الروسي للمخالفات الإدارية، ويعاقب على الدعوة الثانية بموجب القانون الجنائي للاتحاد الروسي. يعاقب على نشر أي معلومات غير موثوقة حول القوات المسلحة الروسية وعملياتها بموجب القانون الجنائي للاتحاد الروسي فقط. وفقًا للنهج السائد في ممارسات تطبيق القانون الروسي، تعتبر الانتهاكات المرتكبة من خلال المنشورات على شبكة الإنترنت انتهاكات مستمرة، تسمح للسلطات بملاحقة الأشخاص بسبب نصوص منشورة قبل أن تدخل القوانين المذكورة آنفًا حيز التنفيذ؛ يبدأ سريان قانون التقادم المسقط بعد إزالة النصوص.
عدلت القوانين الفيدرالية الصادرة في 25 مارس عام 2022، رقم 62-FZ ورقم 63-FZ (اعتمدها مجلس الدوما في 22 مارس، 2022، ووافق عليها المجلس الاتحادي في 23 مارس، 2022، ووقعها الرئيس الروسي في 25 مارس، 2022) المادة 20.3.3 من قانون الاتحاد الروسي للمخالفات الإدارية (قانون رقم 62-FZ) والمادة 207.3 من القانون الجنائي للاتحاد الروسي (قانون رقم 63-FZ). فرضت هذه التعديلات عقابًا على «تشويه سمعة» ممارسة السلطات، ليس فقط التي تمارسها القوات المسلحة الروسية ولكن أيضًا أي هيئة حكومية روسية (بما فيها الحرس الوطني، وجهاز الأمن الفيدرالي، ووزارة الطوارئ الروسية، ومكتب المدعي العام، ولجنة التحقيق الفيدرالية، ووزارة الشؤون الخارجية) خارج الأراضي الروسية.